# Lista de deputados estaduais do Amazonas da 14.ª legislatura
Essa é uma lista de deputados estaduais do Amazonas eleitos para o período 1999-2003.

## Composição das bancadas
| Partido | Líder                 | Bancada | Posição  |
| ------- | --------------------- | ------- | -------- |
| PL      | Wallace Souza         | 5 / 24  | Governo  |
| PTB     | José Rodrigues Mourão | 5 / 24  | Governo  |
| PFL     | Miquéias Fernandes    | 4 / 24  | Governo  |
| PPB     | Ricardo Nicolau       | 2 / 24  | Oposição |
| PSDC    | Marcos Rotta          | 2 / 24  | Governo  |
| PCdoB   | Eron Bezerra          | 1 / 24  | Oposição |
| PT      | Prof. Sinésio Campos  | 1 / 24  | Oposição |
| PMDB    | Dr. Vicente Lopes     | 1 / 24  | Governo  |
| PSC     | Eliude Bacelar        | 1 / 24  | Governo  |
| PPS     | Lino Chixaro          | 1 / 24  | Oposição |
| PSDB    | Mário Frota           | 1 / 24  | Governo  |

## Deputados estaduais
| Números | Deputados estaduais eleitos       | Partido | Votação | Percentual | Cidade onde nasceu | Unidade federativa |
| 22662   | Wallace Souza                     | PL      | 51.180  | 5,86%      | Manaus             | Amazonas           |
| 11111   | Ricardo Nicolau                   | PPB     | 19.917  | 2,28%      | Manaus             | Amazonas           |
| 25123   | Miquéias Fernandes                | PFL     | 16.684  | 1,91%      | Boa Vista          | Roraima            |
| 14789   | Mourão                            | PTB     | 16.598  | 1,90%      | Fortaleza          | Ceará              |
| 25800   | Lupércio Ramos                    | PFL     | 16.433  | 1,88%      | Tonantins          | Amazonas           |
| 14111   | Régis da Silva                    | PTB     | 16.095  | 1,84%      | Manaus             | Amazonas           |
| 27111   | Liberman Moreno                   | PSDC    | 15.349  | 1,76%      | Jutaí              | Amazonas           |
| 14236   | Paulo Freire                      | PTB     | 14.231  | 1,63%      | Manacapuru         | Amazonas           |
| 25111   | Antônio Cordeiro                  | PFL     | 13.924  | 1,59%      | Rio Branco         | Acre               |
| 14666   | Belarmino Lins                    | PTB     | 12.591  | 1,44%      | Fonte Boa          | Amazonas           |
| 27777   | Marcos Rotta                      | PSDC    | 12.551  | 1,44%      | Cianorte           | Paraná             |
| 25112   | Professor Maneca Chaves           | PFL     | 12.313  | 1,41%      | Manaus             | Amazonas           |
| 14555   | Dr. Miguel Carrate                | PTB     | 12.299  | 1,41%      | Manaus             | Amazonas           |
| 22002   | Luiz Castro                       | PL      | 12.066  | 1,38%      | São Paulo          | São Paulo          |
| 65656   | Eron Bezerra                      | PCdoB   | 12.005  | 1,37%      | Boca do Acre       | Amazonas           |
| 22222   | Dr. Risonildo Carneiro de Almeida | PL      | 11.475  | 1,31%      | Santarém           | Pará               |
| 22345   | Francisco Souza                   | PL      | 10.552  | 1,21%      | Solonópole         | Ceará              |
| 22822   | Alfredo Moreira de Almeida        | PL      | 9.590   | 1,10%      | Maués              | Amazonas           |
| 11123   | Adjuto Afonso                     | PPB     | 8.465   | 0,97%      | Manaus             | Amazonas           |
| 13633   | Professor Sinésio Campos          | PT      | 7.114   | 0,81%      | Santarém           | Pará               |
| 15123   | Dr. Vicente Lopes                 | PMDB    | 6.960   | 0,80%      | Serrita            | Pernambuco         |
| 20644   | Eliúde Bacelar                    | PSC     | 6.834   | 0,78%      | Manaus             | Amazonas           |
| 23110   | Lino Chíxaro                      | PPS     | 6.200   | 0,71%      | Manaus             | Amazonas           |
| 45123   | Mário Frota                       | PSDB    | 5.441   | 0,62%      | Granja             | Ceará              |